# Виллуан, Александр Иванович
Александр Иванович Виллуан (фр. Alexandre Villoing; 1804 или 1808 — 1878) — русский музыкальный педагог (фортепиано) и композитор; учитель Николая и Антона Рубинштейнов; дядя композитора Василия Юльевича Виллуана.

## Биография
Точное время и место рождения неизвестно. А. А. Неустроев сообщал, что «Александр Иванович Виллаун родился 29-го февраля 1804 года в Москве». Петербургский некрополь также годом рождения указывает 1804-й. Однако все энциклопедические словари указывают, что он родился в 1808 году. Позднее, появилась ещё одна дата рождения: 27 февраля 1804 года. Его отец вместе с женой бежал из Франции во время первой французской революции, долго скитался по Германии и в начале XIX века попал в Россию, где стал поваром графа Чернышева. К 1812 году уже оставил службу у графа и жил в прекрасном доме в районе Петровского парка. В России у него родились четверо детей.
Александра в 12-летнем возрасте отец устроил при Голицынской больнице для изучения фармацевтики. Там он находился до 1821 года и вскоре стал обучаться музыке у Франца Ксавера Гебеля и Джона Филда. Уже в 1823 году он обучал игре на фортепиано воспитанниц Полтавского института благородных девиц, в 1826 году был учителем музыки дочери помещика Вилеринского, а в 1828—1830 года в поместье Паншина занимался музыкой с его детьми.
Затем преподавал в Москве, где приобрёл репутацию одного из лучших музыкальных педагогов того времени. Имея хороший доход от своих занятий, в 1837 году он согласился бесплатно заниматься с Антоном Рубинштейном, с которым в 1840 году выехал в заграничное путешествие, ставшее первым концертным туром Рубинштейна. Антон Рубинштейн высоко оценил в своих воспоминаниях, которые были опубликованы в «Русской старине» (1889. — № 11), педагогическое мастерство своего наставника, его вдохновенные уроки, на которых большое внимание уделялось правильной постановке рук и выработке певучего звука на фортепиано.

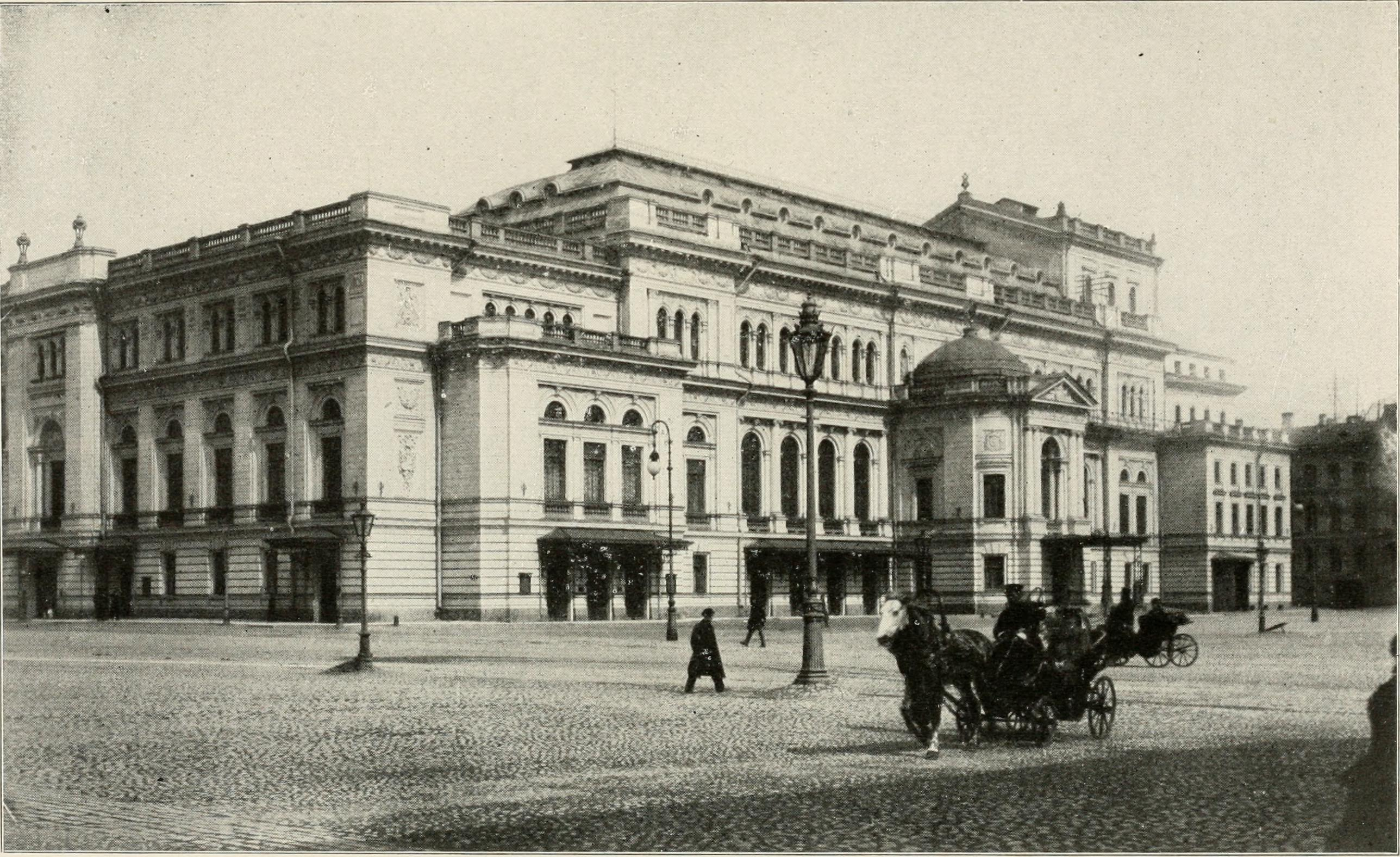
Санкт-Петербургская консерватория

В 1862 году Виллан, женившийся на Екатерине Ивановне Гардер, вдове с пятью или шестью детьми, вывез за границу своих талантливых падчериц, Марию и Надежду (старше было 14, младшей — около 12 лет), выступление которых произвело положительное впечатление на публику и укрепило репутацию педагога. После возвращения в Россию, в сентябре 1862 года он переехал из Москвы в Санкт-Петербург, 4 октября принял российское подданство, а 20 февраля 1863 года — поскольку полученное им 31 октября 1859 года звание члена шведской королевской музыкальной академии в Стокгольме, не давало ему в России никаких прав и не позволяло преподавать в консерватории — выдержал экзамен на звание свободного художника, в котором вскоре и был утверждён. Виллуан не был виртуозным исполнителем, и для того, чтобы помочь ему быть избранным в состав преподавателей Петербургской консерватории, его ученик Антон Рубинштейн играл на фортепиано во время экзамена за своего учителя, дабы продемонстрировать педагогический дар своего наставника.
В Санкт-Петербургской консерватории Александр Иванович Виллуан преподавал на кафедре специального фортепиано; до 1865 года был адъюнктом (помощником) Н. Рубинштейна. Среди его учеников были Карл Зике, В. И. Сафонов, П. И. Губицкий, Анна Есипова.
Виллуан кроме фортепиано мог играть на всех смычковых инструментах; был страстным любителем и хорошим знатоком итальянских скрипок и виолончелей, давал уроки игры на скрипке.
Свой метод преподавания А. И. Виллуан изложил в учебном пособии озаглавленном: «Школа для фортепьяно», изданном в 1863 году и принятой петербургской консерваторией для руководства. Её эпиграф гласил: «Faites l’impossible pour arriver au possible». Его труд многократно переиздавался и был переведён на немецкий и французский («École pratique du piano», Париж, Heugel) языки.
Из музыкальных произведений, написанных А. И. Виллуаном, наиболее известны Большой концерт для скрипки с оркестром, два концерта для фортепиано с оркестром и две оркестровые увертюры. Также им были написаны романсы и танцы («Признание», Seconde Quadrille, Grande Valse et Mazurka, La folle de Moscou, Ballade), фортепианное трио. Большинство произведений Виллуана не были изданы при жизни композитора.
Умер в бедности, в Лесном близ Санкт-Петербурга, 21 августа (2 сентября) 1878 года. Похоронен на Тихвинском кладбище.